# Mysmenopsis huascar
Mysmenopsis huascar là một loài nhện trong họ Mysmenidae.
Loài này thuộc chi Mysmenopsis. Mysmenopsis huascar được L. Baert miêu tả năm 1990.